# Rom Stanifer
Rom D. Stanifer (ur. 24 lutego 1904 w Dublinie w stanie Teksas, zm. 22 sierpnia 1970 w Altus) – amerykański strzelec, olimpijczyk.
Stanifer wystąpił na Letnich Igrzyskach Olimpijskich 1932 w jednej konkurencji – karabinie małokalibrowym leżąc z 50 m, w którym uplasował się na 15. miejscu.
W 1932 roku był porucznikiem 179 Pułku Piechoty w US Army. Podczas II wojny światowej służył jako podpułkownik w 45 Dywizji Piechoty. Z zawodu był pracownikiem fizycznym.

## Wyniki

### Igrzyska olimpijskie
| Igrzyska         | Konkurencja                       | Wynik    | Miejsce | Źródło |
| ---------------- | --------------------------------- | -------- | ------- | ------ |
| Los Angeles 1932 | Karabin małokalibrowy leżąc, 50 m | 287 pkt. | 15      | [ 1 ]  |